# Ельвін Мамішзаде
Ельвін Мамішзаде (азерб. Elvin Rauf oğlu Məmişzadə); нар. 17 грудня 1991, Сумгаїт, Азербайджан) — азербайджанський боксер найлегшої вагової категорії. Чемпіон світу (2015) та Європейських ігор 2015, призер чемпіонатів Європи.

## Аматорська кар'єра

### Чемпіонат Європи 2010
- 1/4 фіналу. Переміг Давида Айрапетяна (Росія) — 5-3
- 1/2 фіналу. Переміг Оганеса Даніеляна (Вірменія) — 8-1
- Фінал. Програв Педді Барнсу (Ірландія) — 1-4

На чемпіонаті Європи 2011 програв у першому бою.

### Чемпіонат світу 2011
- 1/32 фіналу. Переміг Хуліо Бріа (Індонезія) — 19-8
- 1/16 фіналу. Переміг Франсіско Торріхоса (Іспанія) — 21-15
- 1/8 фіналу. Переміг Нямбаярина Тегсцогта (Монголія) — 17-14
- 1/4 фіналу. Програв Михайлу Алояну (Росія) — 12-14

### Олімпійські ігри 2012
- 1/16 фіналу. Програв Нямбаярину Тегсцогту (Монголія) — 11-18

### Чемпіонат Європи 2013
- 1/8 фіналу. Переміг Хосе де ла Ніеве (Іспанія) — 3-0
- 1/4 фіналу. Переміг Норберта Калуша (Угорщина) — 3-0
- 1/2 фіналу. Програв Ендрю Селбі (Уельс) — 1-2

### Чемпіонат світу 2013
- 1/16 фіналу. Переміг Едуарда Саласа (Венесуела) — 2-1
- 1/8 фіналу. Переміг Заріпа Юмаєва (Туркменистан) — 3-0
- 1/4 фіналу. Програв Чхатчхаї Бутді (Таїланд) — 0-3

### Європейські ігри 2015
- 1/8 фіналу. Переміг Майлса Кейсі (Ірландія) — 3-0
- 1/4 фіналу. Переміг Даніеля Асенова (Болгарія) — 2-1
- 1/2 фіналу. Переміг Хамза Тоуба (Німеччина) — 3-0
- Фінал. Переміг Вінченцо Пікарді (Італія) — 3-0

### Чемпіонат світу 2015
- 1/8 фіналу. Переміг Хамзу Тоуба (Німеччина) — 3-0
- 1/4 фіналу. Переміг Мухаммеда Алі (Велика Британія) — TKO
- 1/2 фіналу. Переміг Мохамеда Фліссі (Алжир) — TKO
- Фінал. Переміг Йосвані Вейтія (Куба) — 3-0

### Олімпійські ігри 2016
- 1/8 фіналу. Переміг Олжаса Саттибаєва (Казахстан) — 3-0
- 1/4 фіналу. Програв Шахобідіну Зоїрову (Узбекистан) — 0-3